# Villa dei Volusii

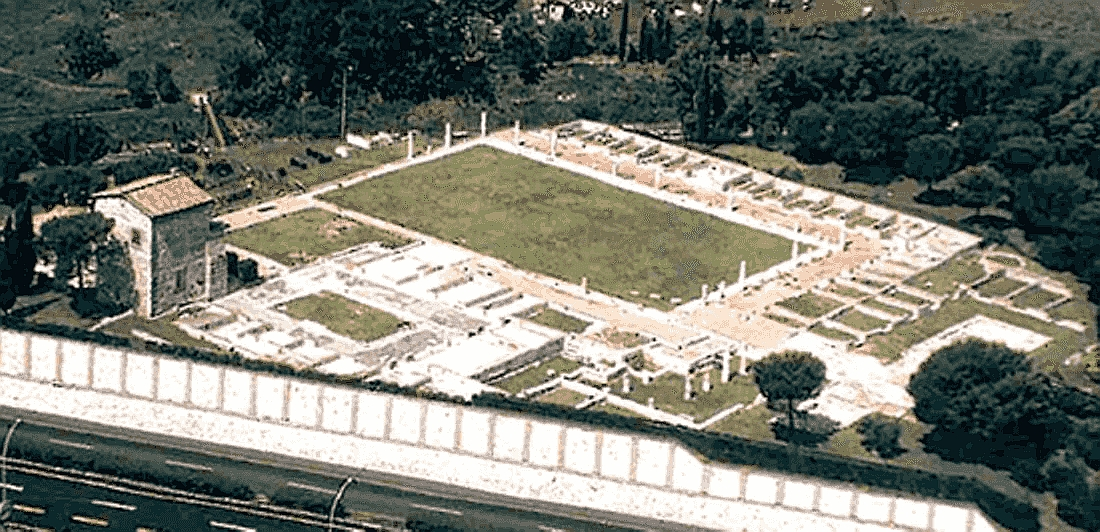
Villa dei Volusii

Die Villa dei Volusii (Villa der Volusier) oder auch Villa dei Volusii Saturnini war eine römische Villa rustica in der Nähe von Rom.

## Lage und Entdeckung

Lucus Feroniae und die Villa dei Volusii mit der zurückgebauten Zufahrt.

Die Relikte der Villa befinden sich bei der Autobahnraststätte Feronia Ovest an der Autobahnverzweigung von der Autostrada del Sole nach Rom Nord. Sie ist vom Parkplatz der Raststätte unmittelbar zugänglich. Das Gelände gehört der Autobahngesellschaft Autostrade per l’Italia. 500 Meter entfernt liegt die Ausgrabungsstätte der römischen Stadt Lucus Feroniae, die der Göttin Feronia geweiht war. Die Villa dei Volusii liegt in der Gemeinde von Fiano Romano, wohingegen Lucus Feroniae zur Gemeinde Capena gehört.
Beim Ausbau des mehrspurigen Autobahnzubringers ist man 1961 auf die Reste der Villa gestoßen. Zwischen 1962 und 1971 führte die Soprintendenza Archeologia del Lazio e dell’Etruria meridionale in Zusammenarbeit mit der Autobahngesellschaft Autostrade per l’Italia Ausgrabungsarbeiten durch. Gleichzeitig mit dem Ausbau der Straße wurden in den Ruinen umfassende Restaurierungsarbeiten vorgenommen. Die antike Stätte wurde dabei durch den Autobahnzubringer und eine Zufahrtsstraße teilweise wieder überbaut. Später entfernte man die Zufahrtsstraße wieder. Die zahlreichen Funde, darunter Fresken, Skulpturen, Keramiken, Inschriften und Münzen, brachte man im nahegelegenen Museum von Lucus Feroniae unter. Die Bodenmosaiken wurden allerdings vor Ort belassen und überdacht.

## Geschichte

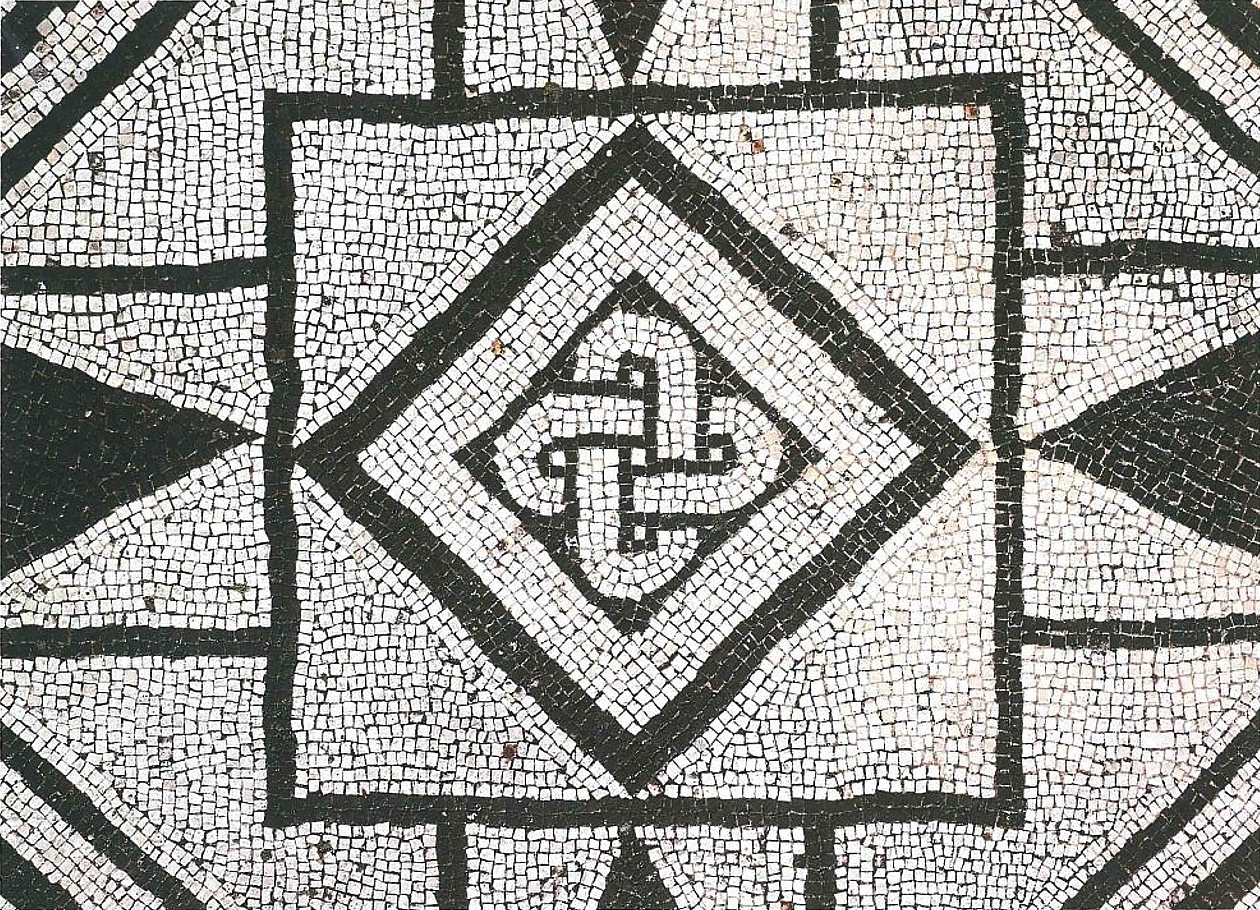
Bodenmosaik in der Villa dei Volusii

Die Villa gehörte der plebeischen Familie der Volusii (Gens Volusia), aus der einige Prätoren und Senatoren hervorgegangen waren. Bereits vor der Entdeckung der Villa wusste man, dass die Volusii Saturnini in Lucus Feroniae ansässig waren, da man zwei Inschriften mit den Namen der Gens Volusia und des Lucius Volusius Saturninus (um 60 v. Chr. – 20 n. Chr.) gefunden hatte. Dieser war als Homo novus 12 v. Chr. unter Kaiser Augustus zum Suffektkonsul aufgestiegen. Sein gleichnamiger Sohn Lucius Volusius Saturninus (38 v. Chr. – 56 n. Chr.) wurde 3 v. Chr. ebenfalls Suffektkonsul.

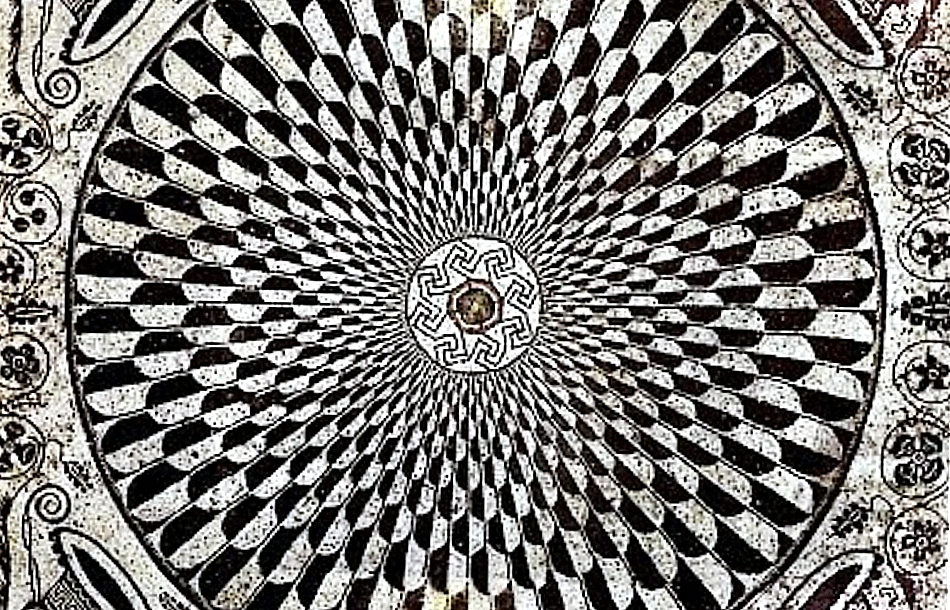
Bodenmosaik in der Villa dei Volusii

Inschriftenfunde in der Villa selbst identifizieren sie als Besitz und wohl auch als Eigentum der Familie seit republikanischer Zeit. Daher kann man davon ausgehen, dass bereits Quintus Volusius Saturninus, der Vater von Lucius Volusius Saturninus, um 50 v. Chr. zum Ende der Römischen Republik hier eine Villa zur Erholung errichten ließ. Sein Sohn Lucius Volusius Saturninus und sein gleichnamiger Enkel erweiterten in der frühen Kaiserzeit die Villa um weitere repräsentative Bauten. Der jüngere Lucius Volusius Saturninus hatte einen Sohn mit Namen Quintus, der 56 n. Chr. unter Kaiser Nero Konsul wurde. Dessen Söhne, die wieder Lucius und  Quintus hießen, wurden 87 n. Chr. bzw. 92 n. Chr. unter Kaiser Domitian jeweils Konsul. Danach verschwanden die Volusii aus den Annalen. Die Villa blieb aber im Eigentum der Volusii bis mindestens zur Zeit von Kaiser Trajan.
Mitte des 2. Jahrhunderts n. Chr. wurde die Villa von einem Wohngebäude zu einem landwirtschaftlichen Gut umgestaltet, so dass man vermuten kann, dass es sich nicht mehr im Eigentum der Volusii befand. Auf dem Gelände, das sich wohl bis zum Tiber hinzog, wurde jetzt neben Wein und Oliven vor allem Weizen angebaut. Im 3. und 4. Jahrhundert erfolgten noch einige Instandsetzungsarbeiten. Im 5. Jahrhundert wurde das Landgut wahrscheinlich aufgegeben und verlassen. Im 9. Jahrhundert baute man auf den südlichen Fundamenten einen mittelalterlichen Beobachtungsturm, der noch heute erhalten ist und zu einer befestigten Anlage gehörte. Einige Jahrhunderte später stand auf dem Gelände ein Bauernhof.

## Ausgrabungsstätte

Plan der Villa dei Volusii

Die Villa in ihrer heutigen Ausdehnung entstand in zwei Abschnitten. Der ältere Teil stammt aus republikanischer Zeit und umfasst den Hortus (1) und das direkt an der Autobahn gelegene Atrium (2) mit den angrenzenden Räumen. Im Hortus sind noch Reste der Säulen zu sehen, die eine Pergola trugen. Die Wohnräume sind mit Bodenmosaiken ausgelegt. Identifiziert werden konnten das Tablinum (3) und das Triclinium (4) mit einem freien Blick in das Atrium und dann später weiter bis in das neu angelegte Peristyl. 
Der Umbau aus der frühen Kaiserzeit bestand vor allem im Anbau eines großen Peristyls (5), das wahrscheinlich zu Repräsentationszwecken genutzt wurde. An drei Seiten des Peristyls reihten sich zahlreiche gleichförmige Räume, die vielleicht als Aufbewahrungs-, Wohn- und Schlafräume dienten. In der Achse vom Triclinium des alten Traktes liegt an der gegenüberliegenden Seite in der Mitte ein Raum (6) mit einem Bodenmosaik, der sich durch seine Ausstattung von den übrigen unterscheidet. Er beherbergte die Einrichtung für den Kult der Hausgötter (Laren) und Vorfahren, darunter ein Opfertisch und Marmorpodeste für die Büsten der Ahnen. In diesem Lararium wurde auch eine Inschrift vermauert, die offenbar aus dem Todesjahr des jüngeren Lucius Volusius Saturninus stammt und auf besondere öffentliche Ehrungen des Verstorbenen Bezug nimmt. Eine zweite Inschrift nennt Quintus Volusius Saturninus, der im Todesjahr seines Vaters Konsul wurde. 
Nach dem kaiserzeitlichen Umbau und der Erweiterung der Villa wurden die Räume um das Atrium teilweise als Wirtschaftsräume genutzt und dafür mit verschiedenen Einbauten versehen. So handelt es sich zum Beispiel bei den Bänken, die entlang der Nord- und der Ostwand im Tablinum eingebaut sind, um spätere Zufügungen. Sie zeigen, dass dieser Raum eine neue Bestimmung erhielt. Das Triclinium wurde zu einem Durchgangsraum umgebaut. 
Nach der Umwidmung des Gebäudes zu einem landwirtschaftlichen Gut befanden sich in den Räumen des Peristyls Sklavenunterkünfte. Am nördlichen Ende des Peristyls lagen Gemeinschaftslatrinen mit fließendem Wasser für die Spülung. Vielleicht diente das Peristyl auch als Werkstätte (Ergastulum). Die Räume im Norden (8) nutzte man vermutlich als Lager. Am südlichen Rand der Ausgrabung erkennt man die Reste von Substruktionen, die weitere Räumlichkeiten der Villa trugen.